# It's All Over Now, Baby Blue (album)
 (novembre 2021).
It's All Over Now, Baby Blue, sorti en 1999, est une compilation de Marianne Faithfull qui combine les albums Dreamin' My Dreams (incomplet) et Rich Kid Blues (rare et au complet).

## Liste des titres
- RKB : titre issu de Rich Kid Blues
- DMD : titre issu de Dreamin' My Dreams

1. It's All Over Now, Baby Blue (Bob Dylan) RKB
2. Mud Slide Slim (James Taylor) RKB
3. Chords Of Fame (Phil Ochs) RKB
4. Beware Of The Darkness (George Harrison) RKB
5. Visions Of Johanna (Dylan) RKB
6. Southern Butterfly (Tim Hardin) RKB
7. Rich Kid Blues (Terry Reid) RKB
8. Sad Lisa (Cat Stevens) RKB
9. It Takes A Lot To Laugh, It Takes A Train To Cry (Dylan) RKB
10. Long Black Veil (Dill / Marijohn Wilkin) RKB
11. Corrine, Corrina (Parish / Williams / Chatman) RKB
12. Crazy Lady Blues (Sandy Denny) RKB
13. Vanilla O'Lay (Jackie de Shannon) DMD
14. This Time (Waylon Jennings) DMD
15. I'm Not Lisa (Jessi Colter) DMD
16. Dreamin' My Dreams (Allen Reynolds) DMD
17. Lady Madeleine (Faithfull / Landis / Sheperd) DMD
18. Wrong Road Again (Reynolds)  DMD
19. The Way You Want Me To Be (D. Price / T. Kelly) DMD
20. All I Wanna Do In Life (Reynolds / Sandy Mason Theoret) DMD